# ニゲグラニン

ニゲグラニン（Nigeglanine）とは、ヘテロ原子を含んだ環式化合物の1種であり、分子内に3つの環が連なっている部分を持った有機化合物である。
分子式はC12H14N2Oで、分子量は約202である。
ニゲグラニンは、Nigella glanduliferaと言うクロタネソウ属に属する植物に含有されるアルカロイドとして知られている。